# Steve Evets
Steve Evets (geboren Steven Murphy; Salford, 26 juli 1959) is een Brits acteur.
Na school voegde hij zich bij de koopvaardij, maar werd weggestuurd nadat hij tweemaal van boord verdween in Japan. Na terugkomst in Engeland zette hij met twee vrienden een straattheater op. Omdat er al iemand met de naam Steven Murphy bekend was koos hij voor de artiestennaam Steve Evets, waarbij hij zijn voornaam achterstevoren als achternaam gebruikte. Bij een kroeggevecht in 1987 raakte hij door steekwonden zwaargewond maar overleefde het. Hij heeft drie kinderen bij twee vrouwen en een ex-vrouw met wie hij geen kinderen heeft.

## Films
Zijn doorbraak bij het grote publiek in 2009 was zijn hoofdrol in de film Looking for Eric van regisseur Ken Loach, waar hij een depressieve postbode speelt die wordt bijgestaan door Éric Cantona. Met deze rol werd hij getipt voor de beste hoofdrol op het filmfestival van Cannes. Hiervoor speelde hij onder meer in televisieseries en in de kleine film Summer in 2008 samen met Robert Carlyle.
- Biblioteca Nacional de España: XX5024189
- Bibliothèque nationale de France: cb161617713 (data)
- Gemeinsame Normdatei: 143214195
- International Standard Name Identifier: 0000 0001 0929 7216
- Library of Congress Control Number: no2010164198
- Nederlandse Thesaurus van Auteursnamen: 326080937
- Système universitaire de documentation: 137847637
- Virtual International Authority File: 102438933
- WorldCat: E39PBJqFMjr3hRQBVDcWwDwDMP